# Adam Wysocki (wokalista)

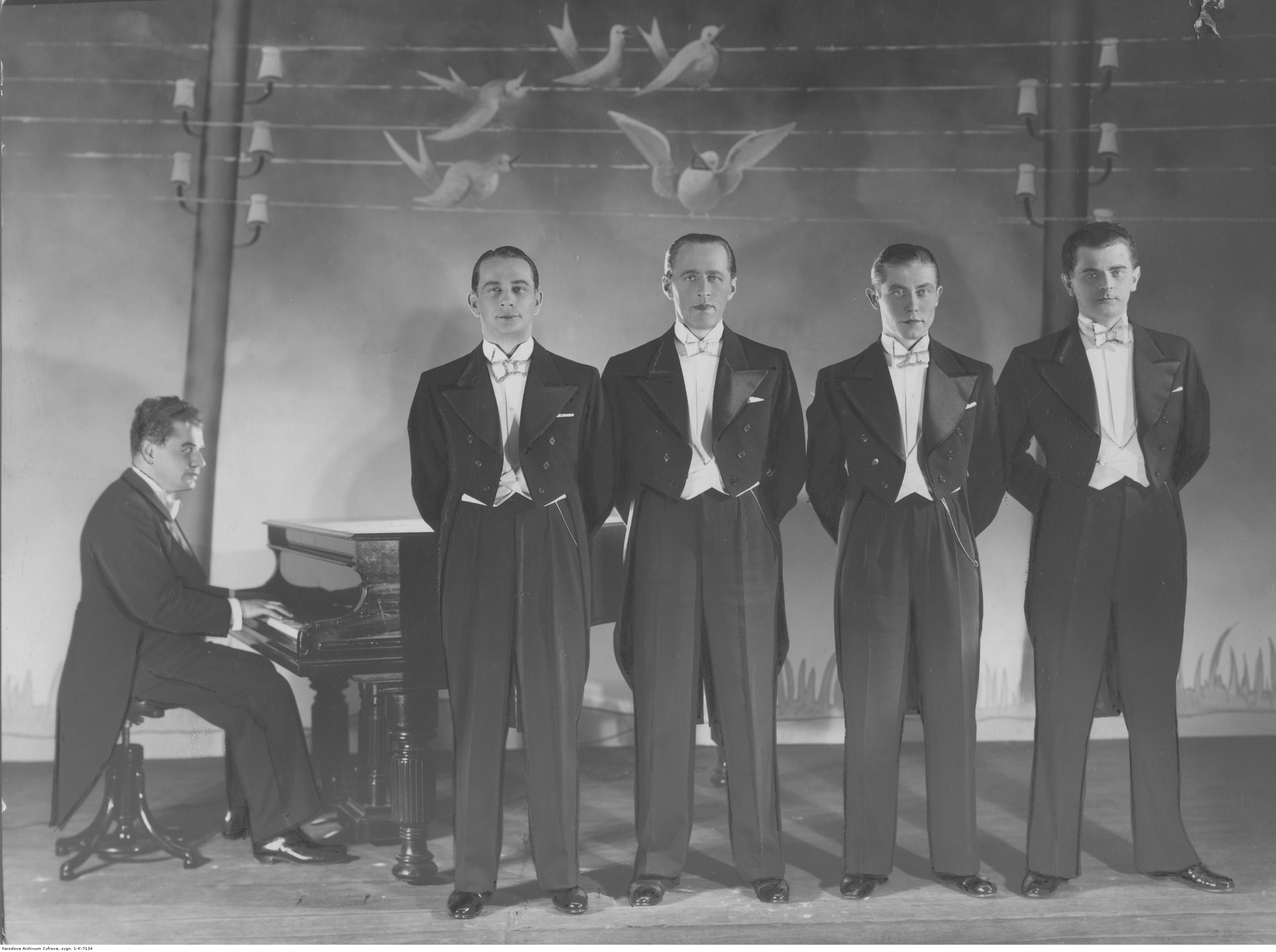
Chór Dana podczas występu – Adam Wysocki 1. z prawej (1937)

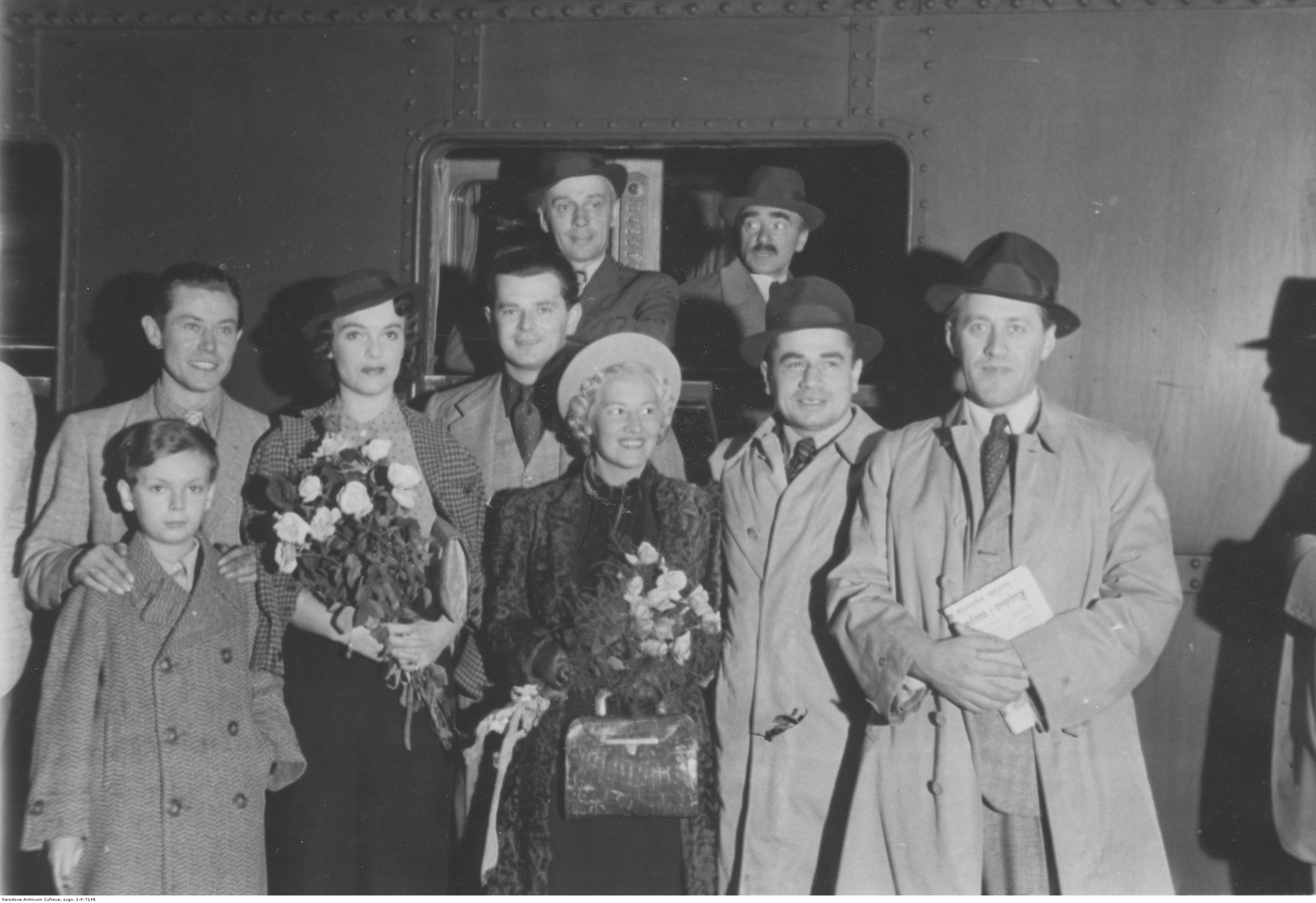
Chór "Dana" przed wyjazdem na tournee po USA; Adam Wysocki 4. z lewej

Adam Józef Wysocki (ur. 29 sierpnia 1905 w Kopyczyńcach, zm. 8 stycznia 1977 w Warszawie) – polski piosenkarz, Chóru Dana i aktor estradowy.

## Życiorys
Urodził się 29 sierpnia 1905 roku w Kopyczyńcach pod Tarnopolem. Był synem Antoniego, urzędnika i Marii z Bieleckich. W 1925 ukończył Państwowe Gimnazjum w Brzeżanach. Do 1927 Studiował na wydziale humanistycznym Uniwersytetu Warszawskiego Następnie w Państwowym Konserwatorium Muzycznym w klasie skrzypiec, teorii, dyrygentury i śpiewu solowego. W 1930 odbywał służbę wojskową, po czym został zarekomendowany przez Olgierda Straszyńskiego do Chóru Dana, gdy z zespołu odeszli: Zachariasz Papiernik i Aleksander Kruszewski. Wysocki nagrywał również jako solista dla „Odeonu”. Występował w teatrzykach rewiowych, m.in. w „Bandzie” W czasie wojny był więźniem na Pawiaku, w Oświęcimiu (1940–1942), a następnie w Sachsenhausen. Uczestniczył w programach artystycznych teatrów obozowych. W listopadzie 1946 roku powrócił z Polskiej Misji Wojskowej w Lubece i zamieszkał w Bydgoszczy, a rok później w Warszawie. Nagrywał płyty dla Muzy jako solista oraz w Chórze Szacha. Od października 1949 do 1951 roku był redaktorem działu muzycznego Polskiego Radia. W tym czasie występował w Ludowym Teatrze Muzycznym i Teatrze Nowym. W latach 50. i 60. brał udział w audycjach muzycznych m.in. w „Podwieczorku przy mikrofonie”. W latach 1951–1952 był śpiewakiem i konferansjerem w „ARTOS”-ie. Od sezonu 1954/1955 występował w Operetce Warszawskiej, skąd przeszedł na emeryturę 1 września 1971 roku. Zmarł 8 stycznia 1977 roku w Warszawie.

## Życie prywatne
Był mężem śpiewaczki Haliny z domu Ottoczko.

## Repertuar (wybór)

### Lata 1933–1939
- Barbara z filmu Parada rezerwistów (W. Dan – E. Schlechter, Jan Brzechwa) – 1933
- Betty <z opt. Yacht miłości> (Fanny Gordon – Julian Krzewiński, Leopold Brodziński) – 1937
- Dlaczego właśnie ja? (W. Dan – A. Jellin) – 1937
- Dwanaście godzin (Alfred Scher – I. Kranowski)
- Eurydyka (Władysław Dan – Julian Tuwim)
- François (Adam Józef Karasiński – Andrzej Włast) – 1905
- Fredzio (W. Dan – Aleksander Jellin)
- Już dziś (R. Henderson – Jerry)
- Gdy bałałajka gra (Eddie Rosner – Igo Kranowski) – 1938
- Karuzela (J. Wilner – P. i Z. Haar)
- Kobieta, która wie, czego chce (muz. Leo Fall)
- Kobieta zawsze jest do wzięcia (muz. Stanisław Ferszko – Jerry)
- Miłość i morze <z opt. Yacht miłości>(Fanny Gordon – Leopold Brodziński, Julian Krzewiński)
- Nie bądź taka mocna (Abner Siver, Al Sherman, Al Lewis – E. Schlechter)
- New York Baby <z opt. Jacht miłości>(F. Gordon – J. Krzewiński/ L. Brodziński) – 1937
- Niestety ciągle jestem goły (muz. L. Fall)
- Nadejdzie dzień (Robert Stolz – J. Krzewiński/L. Brodziński) – 1937
- Niech gra muzyka (muz.Hodson/May)
- Platynowe blondynki (Zygmunt Karasiński – Andrzej Włast) – 1939
- Pani Janina Kowalska (Jerzy Boczkowski – Emanuel Schlechter)
- Przyjaciółka
- Raz koniaczek, raz buziaczek (Jan Kozłowski/Osadca – Zbigniew Maciejowski) – 1939
- Śpij moje serce (J. Altschuler/Oskar Strok – A. Włast)
- Tamara (Zygmunt Lewandowski – Z. Maciejowski) – 1933
- To była chwila ta (muz. N.H. Brown)
- Wielkie pranie (J. Boczkowski – Jerzy Jurandot)
- Znam cię ze snów (muz. Zygmunt Białostocki)

### Lata powojenne
- Caballero (Tadeusz Kwieciński – Zbigniew Drabik) – 1948
- Francois (Adam Karasiński – A. Włast)
- Jest taki jeden skarb (Jerzy Harald – J. Jurandot) – 1949
- Jeszcze rok, jeszcze dwa (Antoni Buzuk – Arkadiusz Połoński) – 1948
- Kto cię pokocha, jak ja (Jan Kozłowski) – 1948
- Mazowieckie noce (Czesław Żak – Michał Ochorowicz) – 1948
- Rosanna (E. May – Czesław Liberowski) – 1948
- Twoja piosenka (J. Harald – Eugenia Wnukowska) – 1949
- Warszawa, ja i ty ((Jerzy Harald – Ludwik Starski) – 1949
- Wszystko dla ciebie (J. Kozłowski)) – 1948

## Spektakle teatralne
- 1948: Nitouche jako Celestyn (Ludowy Teatr Muzyczny)
- 1954: Domek trzech dziewcząt jako Kupelwieser oraz Johan Vogl (Teatr Nowy – reż. Zbigniew Sawan)
- 1968: Gruszeczka, czyli wizyta obecj pani jako Chory (Teatr Telewizji – reż. Józef Słotwiński)

### Operetka Warszawska
- 1955: Noc w Wenecji jako Delaqua (reż. Zbigniew Sawan)
- 1955: Życieparyskie jako Urban (reż. Barbara Kilkowska)
- 1957: Księżniczka czardasza jako Ferri (reż. Sławomir Linder)
- 1958: Fajerwerk jako Fryc (reż. Kazimierz Petecki i Józef Słotwiński)
- 1959: Bal z Fanfanem jako Arkadiusz Miłowski (reż. Sławomir Linder)
- 1959: Król włóczęgów jako René (reż. Janusz Warnecki i Elwira Turska)
- 1960: Mam’zelle Nitouche jako dyrektor teatru (reż. Oldrich Novy)
- 1961: Student żebrak jako Bogumił Małachowski (reż. Danuta Baduszkowa)
- 1963: Ptasznik z Tyrolu jako Zwilling (reż. Danuta Knoppówna)
- 1964: Wesoła wdówka jako Priczicz (reż. Tadeusz Bursztynowicz)
- 1966: Cud mniemany, czyli Krakowiacy i Górale jako Bartłomiej (reż. Jerzy Rakowiecki)
- 1966: Loża królewska jako marszałek dworu (reż. Józef Słotwiński)
- 1968: Aniuta jako restaurator (reż. Władimir Kuroczkin)
- 1969: Rozbójnicy jako ochmistrz (reż. Lech Emfazy Stefański)
- 1970: Kraina uśmiechu jako Czang (reż. Tadeusz Bursztynowicz)